# Heinz G. O. Becker

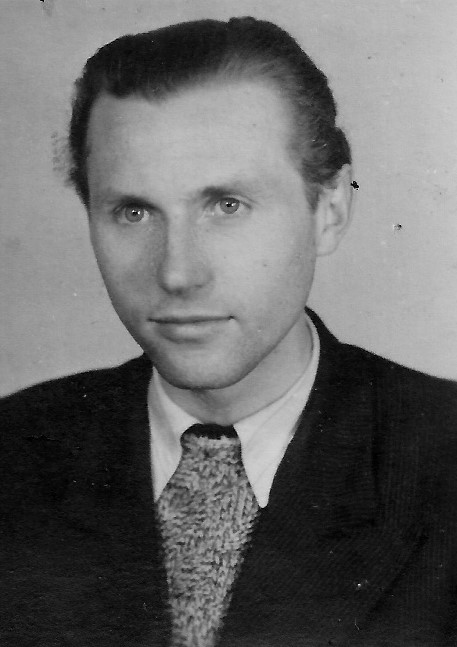
Heinz G. O. Becker ca. 1950

Heinz Georg Osmar Becker, meist zitiert als Heinz G. O. Becker (* 4. März 1922 in Dittersdorf, Sachsen; † 23. Juli 2017), war ein deutscher Chemiker (Organische Chemie, Fotochemie).
Becker studierte Chemie an der TH Dresden mit Promotion 1956 und Habilitation 1962. Er war Professor an der TH Leuna-Merseburg. Seit 1974 war er korrespondierendes und seit 1977 ordentliches Mitglied der Akademie der Wissenschaften der DDR.
Er befasste sich in den 1960er-Jahren mit Triazolen (besonders 4-Aminotriazol) als Bausteinen der von ihm sogenannten Relaissynthesen von Heterocyclen. In den 1970er-Jahren befasste er sich mit Fotochemie auf der Basis von Arendiazoniumverbindungen. Er war einer der Begründer und Mitautor des verbreiteten Lehrbuchs Organikum. Die Gesamtauflage des Organikums in elf Sprachen liegt bei 400.000 Exemplaren.
Becker förderte früh (Betreuung der Diplomarbeit) und langjährig die wissenschaftliche Entwicklung von Egon Fanghänel. Die 1980 mit dem Friedrich-Wöhler-Preis der Chemischen Gesellschaft der DDR ausgezeichneten Chemiker Horst Böttcher und Hans-Joachim Timpe sind akademische Schüler von Becker.

## Schriften
- mit Rainer Beckert,  Egon Fanghänel,  Wolf D. Habicher, Hans-Joachim Knölker, Peter Metz, Klaus Schwetlick u. a.: Organikum: Organisch-chemisches Grundpraktikum, Wiley-VCH, 24. Auflage 2015, ISBN 978-3-527-33968-6.
- Herausgeber: Einführung in die Photochemie, 2. Auflage, Thieme 1983 (und Deutscher Verlag der Wissenschaften 1976).
- Einführung in die Elektronentheorie organisch-chemischer Reaktionen, Berlin, Deutscher Verlag der Wissenschaften, 3. Auflage 1973.
- Neue Auffassungen zum Strukturbegriff in der Chemie, 1976, Akademie Verlag.